# 1818年5月5日日食
1818年5月5日日食为一次在协调世界时1818年5月5日出現的日環食。該次日食食分為0.9464，食甚維持5分5秒。新月當天（即朔日），地球上觀測到月球和太阳的角距離極小，此時月球如果恰好在月球交點附近，穿過太阳和地球之間，與地球、太阳接近一直線，則會出現日食。月球本影接觸地表而使該區域完全得不到陽光，就會形成日全食，同時在本影兩側數千公里的半影範圍內遮擋部分陽光，則形成日偏食。

## 概述
這次日食的食分是0.9464，環食維持5分5秒。

## 基本參數
- 類型：日環食
- 食甚資料：
  - 日期：1818年5月5日
  - 時間：7時15分49秒
  - 地點：46N 52E
  - 食分：0.9464
  - 日環食持續時間：5分5秒

## 相關日食
沙羅周期長度為18年11天。本次日食屬於沙羅周期135，共包含71次日食，依次為1331年7月5日至1493年10月10日的10次日偏食、1511年10月21日至2305年2月24日的45次日環食、2323年3月8日至2341年3月18日的2次全環食（亦稱混合食）、2359年3月29日至2449年5月22日的6次日全食、2467年6月2日至2593年8月17日的8次日偏食，總共歷時1262.11年。其中最長的全食發生於2431年5月12日，共持續2分27秒。
下表列舉了1901年至2100年間發生的屬於該周期的日食，是第33至43次：
| 33            | 34             | 35            |
| ------------- | -------------- | ------------- |
| 1908年6月28日 | 1926年7月9日   | 1944年7月20日 |
| 36            | 37             | 38            |
| 1962年7月31日 | 1980年8月10日  | 1998年8月22日 |
| 39            | 40             | 41            |
| 2016年9月1日  | 2034年9月12日  | 2052年9月22日 |
| 42            | 43             |               |
| 2070年10月4日 | 2088年10月14日 |               |

## 外部連結
- NASA日食專頁（页面存档备份，存于）（英文）